# 정만조
정만조(鄭萬朝, 1858년 ~ 1936년)는 조선 말기의 학자이며 일제강점기에 조선총독부에 협조한 대표적인 유교 계열 인물이다. 호는 무정(茂亭)이다.

## 생애
영의정을 지낸 정원용과 가까운 친척으로 한성부의 명문가에서 태어났으며, 개화파 학자였던 강위의 제자로 수학하여 글과 글씨에 뛰어난 재사로 이름을 날리게 되었다. 1884년 교섭통상아문에서 주사 벼슬로 관직을 시작하였고, 1889년 과거에 합격한 뒤 예조참의, 승지, 내부참의 등을 역임했다.
정만조는 명문가의 자제였지만 개화 사상을 익힌 앞서가는 지식인이었다. 당시 세도 세력인 여흥 민씨 일파와는 대립하다가 정치적인 사건에 말려들어 전라남도 진도로 유배되었다. 10년이 넘는 유배 생활 끝에 1907년 대한제국 고종의 강제 퇴위 이후에야 사면을 받아 다시 관계로 복귀하였으며, 이후 통감부와 조선총독부의 이익에 따라 활동하는 친일 학자가 되었다.
뛰어난 학자에 문장가였던 그를 일본은 철저히 이용했고, 정만조 역시 초년에 그와 뜻을 같이 하던 선비들과는 소원한 사이가 되었다는 일화가 여럿 전해질 정도로 철저한 친일파로 변신했다. 손자의 이름까지도 일본 천황 이름 다이쇼 천황에서 따와 '대갑(大甲)', '정갑(正甲)'으로 지었다는 설이 있다
1929년 관제 친일 유림 조직인 경학원의 대제학을 지냈고, 국사 편찬 업무에 발탁되어 일본의 시각에서 역사를 적는 데 일조했다. 1921년부터 조선사편찬위원회 위원을 지내며 일본 측의 시각에서 《조선사》를 집필하였고, 《고종실록》과 《순종실록》의 편찬에도 감수위원으로 참여했다.
2002년 민족정기를 세우는 국회의원모임이 발표한 친일파 708인 명단과 2008년 민족문제연구소가 선정해 발표한 친일인명사전 수록예정자 명단, 2009년 친일반민족행위진상규명위원회가 발표한 친일반민족행위 705인 명단에 모두 포함되었다. 조선총독부 중추원 참의를 지낸 동생 정병조도 세 명단에 들어 있다.

## 같이 보기
- 경학원
- 정병조

## 참고 자료
- 반민족문제연구소 (1993년 3월 1일). 〈정만조 : 친일유림의 거두 (이이화)〉. 《친일파 99인 2》. 서울: 돌베개. ISBN 9788971990124.